# Persevante

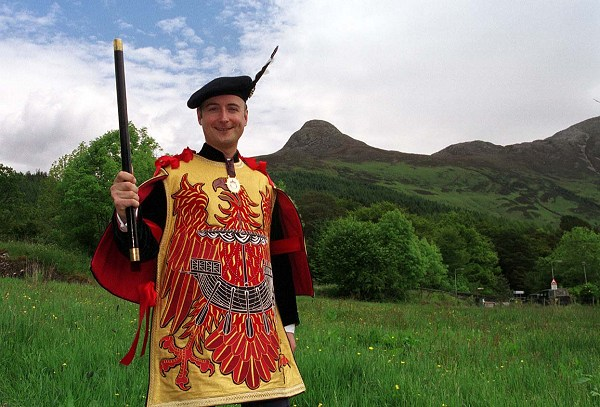
Adam Bruce, persevante de armas de Finlaggan.

Un persevante o, más correctamente, un persevante de armas, es un oficial de armas de menor rango. La mayoría de los persevantes son adjuntos a las autoridades heráldicas oficiales, como el Colegio de Armas en Londres o la Corte del Lord Lyon en Edimburgo. En la era medieval, muchos nobles contaban con su propio oficial de armas. Hoy en día, siguen existiendo algunos persevantes privados que no trabajan para autoridades gubernamentales. En Escocia, por ejemplo, varios persevantes de armas han sido asignados por los jefes del clan. Estos persevantes de armas son consultados por los miembros del clan luego de los problemas de importancia heráldica y genealógica.